# Thomas Bliemeister
Thomas Bliemeister (* 10. April 1956) ist ein Fußballtrainer und ehemaliger deutscher Fußballspieler.

## Profilaufbahn
Bliemeister spielte bis 1972 bei TuRa Harksheide, anschließend wechselte er zum Hamburger SV. 1978 wurde der Auszubildende (Groß- und Außenhandelskaufmann) von Trainer Branko Zebec in die HSV-Profimannschaft geholt. Für den Mittelfeldspieler war es schwer, sich gegen die starke Konkurrenz zu behaupten. Der Sprung aus der Verbands- in die Bundesliga sei zu groß gewesen, so Bliemeister später. Im Oktober 1978 äußerte Zweitligist Holstein Kiel Interesse, Bliemeister und andere HSV-Nachwuchsspieler auszuleihen, was letztlich aber nicht zustande kam. 1979 wurde er mit dem HSV Deutscher Meister, ohne jedoch zum Ligaeinsatz zu kommen. Bliemeister wurde in seinen zwei Profijahren lediglich in der DFB-Nachwuchsrunde eingesetzt.
1980 wechselte er zum VfL Stade in die Verbandsliga Hamburg, von 1981 bis 1988 spielte er dann beim VfL Pinneberg, 1988 wechselte er zum Glashütter SV. Der beruflich als Autoverkäufer tätige Bliemeister war beim VfL Pinneberg 1989/90 Co-Trainer unter Roland Lange, später von 1990 bis 1993 sowie zwischen 1995 und 2005 hauptverantwortlicher Trainer des VfL. 2001 führte er die Mannschaft ins Endspiel des Hamburger Pokalwettbewerbs (1:3-Niederlage gegen die FC St. Pauli-Amateure). Im Spieljahr 2003/04 verpasste Bliemeister mit Pinneberg als Tabellenneunter der Oberliga Nord (Staffel Hamburg/Schleswig-Holstein) knapp den Einzug in die eingleisige Oberliga Nord. Ende März/Anfang April 1994 hatte er zwei Wochen lang das Traineramt beim SC Victoria Hamburg (Verbandsliga) inne, beklagte dort aber „katastrophale personelle Bedingungen“ und beendete die Tätigkeit wieder. Von Januar 2009 bis Mitte März 2017 trainierte Bliemeister den Pinneberger Nachbarn SV Halstenbek-Rellingen. 2010 stand Bliemeister mit Halstenbek-Rellingen im Endspiel des Hamburger Pokalwettbewerbs und verlor mit 0:1 gegen den SC Victoria Hamburg. 2010 stieg er mit der SV Halstenbek-Rellingen aus der Oberliga ab und führte sie 2011 in diese Spielklasse zurück.
Ab Ende Juni 2017 war Bliemeister Sportlicher Berater des VfL Pinneberg, er blieb bis Ende Januar 2018 im Amt. Während seiner Trainerzeit arbeitete Bliemeister mehrfach mit anderen früheren HSV-Spielern zusammen: Im Frühjahr 2000 wurde Ulrich Stein als Pinneberger Torwart verpflichtet, Torwarttrainer des VfL war Jürgen Stars. In der Saison 2012/13 bildete er bei Halstenbek/Rellingen ein Trainergespann mit Vahid Hashemian, später war mit Matthias Reincke ein weiterer ehemaliger HSV-Spieler sein Co-Trainer. Der ehemalige HSV-Torwarttrainer Claus Reitmaier half 2011/12 und 2012/13 bisweilen in Bliemeisters Mannschaft aus. Bliemeister übernahm Ende 2018 von Klaus Neisner das Amt des Leiters der HSV-Altliga (Traditionsmannschaft des Hamburger SV), nachdem er zuvor bereits gemeinsam mit Neisner Teamchef der Mannschaft gewesen war.
Sein Sohn Thies ist Spielerberater.

## Erfolge
- 1979 Deutscher Meister
- 1980 Deutscher Vizemeister
- 1980 Finale Europapokal der Landesmeister

## Belege
1. ↑  Das sind die Neuen. In: Hamburger Abendblatt. 3. Juli 1978, archiviert vom Original (nicht mehr online verfügbar) am 15. November 2023; abgerufen am 7. März 2021.
2. 1 2 3  Bliemeister: Früher Europapokal, nun Oberliga. In: fussball.de. Abgerufen am 20. Mai 2020.
3. ↑  Kiel will HSV-Talente. In: Hamburger Abendblatt. 17. Oktober 1978, archiviert vom Original (nicht mehr online verfügbar) am 15. November 2023; abgerufen am 10. März 2021.
4. ↑  Bliemeister Amateur. In: Hamburger Abendblatt. 18. Juni 1980, archiviert vom Original (nicht mehr online verfügbar) am 15. November 2023; abgerufen am 11. April 2021.
5. ↑  HSV will endlich den Aufstieg. In: Hamburger Abendblatt. 11. August 1988, archiviert vom Original (nicht mehr online verfügbar) am 11. November 2023; abgerufen am 5. März 2021.
6. ↑  Schlamm drüber. In: Hamburger Abendblatt. 28. August 1989, archiviert vom Original (nicht mehr online verfügbar) am 15. November 2023; abgerufen am 5. Februar 2021.
7. 1 2  Wolfgang Helm: Thomas Bliemeister - das Ende einer Ära. In: Hamburger Abendblatt. 3. Dezember 2004, archiviert vom Original (nicht mehr online verfügbar) am 15. November 2023; abgerufen am 20. Mai 2020.
8. ↑  Bliemeister trat mit HSV-Schlips an. In: Hamburger Abendblatt. 6. Juni 2001, archiviert vom Original (nicht mehr online verfügbar) am 15. November 2023; abgerufen am 23. September 2023.
9. ↑  Szenen aus dem Amateurfußball. In: Hamburger Abendblatt. 11. April 1994, archiviert vom Original (nicht mehr online verfügbar) am 15. November 2023; abgerufen am 17. Februar 2021.
10. ↑  Kurz notiert. In: Hamburger Abendblatt. 13. April 1994, archiviert vom Original (nicht mehr online verfügbar) am 15. November 2023; abgerufen am 17. Februar 2021.
11. ↑  Oberliga: HR trennt sich sofort von Bliemeister. In: Sportnord. Abgerufen am 20. Mai 2020.
12. ↑  Jonas Bickel: HR setzt Bliemeister vor die Tür. In: amateur-fussball-hamburg.de. 15. März 2017, abgerufen am 20. Mai 2020.
13. ↑  Wolfgang Helm: Der Tag der Revanche ist gekommen. In: Hamburger Abendblatt. 12. Dezember 2014, archiviert vom Original (nicht mehr online verfügbar) am 15. November 2023; abgerufen am 21. September 2023.
14. ↑  Stammer: "Wir haben hier keinen Geldautomaten". In: Hamburger Abendblatt. 31. Oktober 2011, archiviert vom Original (nicht mehr online verfügbar) am 15. November 2023; abgerufen am 21. September 2023.
15. ↑  VfL-Neubesetzung: Bliemeister und Kebbe. In: amateur-fussball-hamburg.de. Abgerufen am 20. Mai 2020.
16. ↑  Pinneberg: Kebbe und Bliemeister schmeißen hin! In: fussifreunde.de. Abgerufen am 20. Mai 2020.
17. ↑  Das Urgestein ist einsatzbereit. In: Pinneberger Zeitung. 24. März 2000, archiviert vom Original (nicht mehr online verfügbar) am 15. November 2023; abgerufen am 1. April 2022.
18. ↑  Wolfgang Helm: Vertrag perfekt: Vahid Hashemian ist da. In: Hamburger Abendblatt. 26. Oktober 2012, archiviert vom Original (nicht mehr online verfügbar) am 15. November 2023; abgerufen am 20. Mai 2020.
19. ↑  Wolfgang Helm: Vorstand zieht Reißleine: Ära Bliemeister ist vorüber. In: Hamburger Abendblatt. 16. März 2017, archiviert vom Original (nicht mehr online verfügbar) am 15. November 2023; abgerufen am 20. Mai 2020.
20. ↑  Reitmaier: „Es gibt nur gut und schlecht, nicht alt und jung“. In: transfermarkt.de. Abgerufen am 20. Mai 2020.
21. ↑  HR-Trainer Bliemeister: "Claus Reitmaier opfert sich für uns auf". In: Hamburger Abendblatt. 3. Dezember 2012, archiviert vom Original (nicht mehr online verfügbar) am 15. November 2023; abgerufen am 20. Mai 2020.
22. ↑  Neisner übergibt das Zepter an Bliemeister. In: HSV Live, Ausgabe 5, Saison 2018/19. Abgerufen am 16. November 2022.
23. ↑  Scharrel: Rothosen gastieren in Scharrel. In: Nordwest-Zeitung. 16. Juni 2016, abgerufen am 16. November 2022.

| Personendaten    | Personendaten            |
| ---------------- | ------------------------ |
| NAME             | Bliemeister, Thomas      |
| KURZBESCHREIBUNG | deutscher Fußballspieler |
| GEBURTSDATUM     | 10. April 1956           |